# Jerzy Mara-Meÿer
Jerzy Józef Andrzej Mara-Meÿer lub Jerzy Józef Mara-Meijer ps. Vis, Filip, Eugeniusz Zakrzewski, Józef Miller (ur. 11 sierpnia 1919 w Warszawie, zm. 27 maja 1943 tamże) – polski oficer, uczestnik wojny obronnej w 1939 r, żołnierz Polskich Sił Zbrojnych, dowódca 1. kadrowej kompanii Batalionów Chłopskich w bitwie pod Wojdą, kawaler orderu Virtuti Militari.

## Życiorys

### Młodość i pierwsze lata wojny
Urodził się w rodzinie Józefa (1889–1957), legionisty, podpułkownika uzbrojenia Wojska Polskiego, i Marii. Panujący w rodzinie kult Józefa Piłsudskiego wywarł decydujący wpływ na rozwój osobowości przyszłego „zrzutka”. Z domu o dużych tradycjach patriotycznych Jerzy wyniósł także świetną znajomość języka niemieckiego oraz dobre przygotowanie w zakresie sportów obronnych. Mara-Meÿer ukończył ośmioklasowe gimnazjum humanistyczne w Brześciu nad Bugiem i w 1938 r. otrzymał świadectwo dojrzałości. W okresie szkolnym należał do ZHP i PW. Po ukończeniu rocznego kursu Szkoły Podchorążych Artylerii Przeciwlotniczej w Trauguttowie k. Brześcia został mianowany kapralem podchorążym i wyznaczony na stanowisko zastępcy dowódcy samodzielnego plutonu działek 40 mm w Starachowicach.
W czasie mobilizacji sierpniowej 1939 r. Mara-Meÿera wyznaczono na instruktora obsługi działek 40 mm. Brał udział w obronie Brześcia nad Bugiem przed armią niemiecką. Na czele plutonu ckm wyjechał 12 września z Trauguttowa i przez Kowel, Łuck, Wiśniowiec, Darachów i Ostyni k. Tyśmienicy ewakuował się 18 września do Stanisławowa i Jaremczy, skąd 21 września przeszedł na Węgry; internowany w obozie Lengyeltotti i Mohaczu.
Po ucieczce przez Jugosławię przedostał się do Francji (2 maja 1940 r.) i wstąpił do PSZ (1. Dywizja Grenadierów), z którą przeszedł cały szlak bojowy, odznaczając się męstwem i zyskując swoje pierwsze odznaczenie bojowe, Krzyż Walecznych. Po upadku Francji, Mara-Meÿer przedostał się pod koniec czerwca do Wielkiej Brytanii i 1. lipca odkomenderowany do 1. dywizjonu artylerii przeciwlotniczej. W 1941 r., zgłosił się do formacji cichociemnych, by tą „najkrótszą drogą” dostać się do walczącej Polski. Na początku, ponieważ znał język niemiecki, przeznaczono go do wykonywania działań dywersyjnych na terenie Niemiec; później został przydzielony do grupy „zrzutków”, którzy mieli skakać nad Polską. Stało się to po interwencji wicepremiera Stanisława Mikołajczyka i grupy ludowców „londyńskich”, którzy widzieli w nim doskonałego kandydata na instruktora bojowego, oddelegowanego do Batalionów Chłopskich. Dlatego 26 października 1941 r. pchor. Mara-Meÿer został odkomenderowany do dyspozycji Ministerstwa Spraw Wewnętrznych Rządu RP z przeznaczeniem do kraju jako kurier do Delegatury Rządu. Zaprzysiężono go 12 listopada 1941 r.

### Służba w okupowanym kraju
Przerzut Meÿera do Polski nastąpił nocą z 30 na 31 marca 1942, razem z nim skakali mjr Tadeusz Sokołowski ps. Trop, rtm. Jerzy W. Sokołowski ps. Mira, por. Jan Jokiel ps. Ligota, por. Stefan Majewicz ps. Hruby i por. Piotr Motylewicz ps. Krzemień. Lądowanie odbyło się na placówce „Kopyto” w pobliżu Końskich. Po przybyciu do Warszawy Kierownictwo Walki Cywilnej zaopatrzyło ppor. Jerzego Mara-Meÿera ps. Filip w dokumenty na nazwisko „Eugeniusz Zakrzewski” i odkomenderowało do Komendy Głównej BCh. 1 czerwca 1942 został mianowany oficerem KG do zleceń oraz szefem Oddziałów Specjalnych. Do jego zadań należało szkolenie bojowników organizacji w walce dywersyjnej i partyzanckiej oraz zaopatrywanie w broń oddziałów i garnizonów na Lubelszczyźnie, dowodził także akcją rozbicia posterunku polskiej policji kolaboracyjnej w Nieliszu 20 czerwca 1942. Po rozpoczęciu Aktion Zamość i wezwaniu BCh do powstania ppor. Jerzy Mara-Meÿer pod nowym pseudonimem „Vis” został skierowany na Zamojszczyznę i objął dowództwo nad nowo utworzoną I Kompanią Kadrową BCh (w końcu grudnia liczyła ona 100 partyzantów zorganizowanych w dwóch plutonach). Do zadań oddziału „Visa” należała ochrona polskiej ludności Zamojszczyzny przed wysiedleniami oraz zwalczanie niemieckiej kolonizacji, 30 grudnia 1942 pod Wojdą I Kompania Kadrowa razem z podporządkowanym Gwardii Ludowej na zasadach autonomii radzieckim oddziałem partyzanckim kpt. Wasyla Wołodina stoczyła zwycięską bitwę partyzancką z 350-osobową grupą hitlerowskiej żandarmerii, której dowódcą był kpt. Erhard Biskady.
W styczniu 1943 „Vis” przyjechał do Warszawy celem zorganizowania zaopatrzenia dla I Kompanii Kadrowej. W czasie drogi powrotnej wpadł w zorganizowaną na stacji kolejowej Dęblin obławę. Zdołał zastrzelić legitymującego go żandarma i rzucić granat w obstawiających pociąg Niemców. Przy pomocy porwanych sań hitlerowców udało mu się uciec do lasu tocząc po drodze krótką potyczkę z żandarmami. W czasie ucieczki Meÿer zgubił fałszywą legitymację członka SA, przez co Niemcy zdobyli jego fotografię. Udało mu się nawiązać kontakt z puławską komórką BCh, wkrótce potem został na stałe przeniesiony do Warszawy i ponownie mianowany dowódcą Oddziałów Specjalnych Komendy Głównej Batalionów Chłopskich. Brał udział w wielu akcjach zbrojnych, min. w likwidacji współpracującego z Gestapo Franciszka Rutkowskiego, pracownika działu wodociągów i kanalizacji Zarządu Miejskiego w Warszawie, 18 marca 1943.

### Śmierć
Ostatnią akcją ppor. Mara-Meÿera miała miejsce 27 maja 1943. Razem z kpr. Wiktorem Czyżewskim ps. Cap, bomb. Stanisławem Stachem ps. „Marian” i Norbertem Horensteinem ps. Andrzej wtargnęli do restauracji przy ul. Miodowej 23 celem ukarania właścicielki-Volksdeutschki. Jedna z kelnerek zaalarmowała policję granatową a ta hitlerowców. W ręce Niemców trafił ciężko ranny „Marian”, który następnie popełnił samobójstwo w więzieniu, pozostali konspiratorzy zginęli („Vis” razem z „Andrzejem” w bramie a „Cap” na dachu sąsiedniego budynku). Po stronie przeciwnej zginął komisarz kryminalny SS-Ostuf Horst Corfei i jeden policjant granatowy.
Ciała Jerzego Mara-Meÿera, Norberta Horensteina i Wiktora Czyżewskiego wykradziono z kostnicy i pochowano we wspólnym grobie (kwatera 42C) na warszawskim cmentarzu na Bródnie jako bracia Horscy.

## Rodzina
Przodkowie Meÿerów przybyli z Holandii do I Rzeczypospolitej w XVIII w. Ojciec Jerzego, Józef Meÿer należał do Organizacji Bojowej PPS pod pseudonimem „Mara” (po odzyskaniu niepodległości dodał go do swojego nazwiska), w czasie I wojny światowej walczył w szeregach I Kompanii Kadrowej i 1 Pułku Piechoty Legionów Polskich. W 1943 Jerzy Mara-Meÿer poślubił Zofię z d. Mytykowską (1922–2007), 2° Falkowska (pochowana w grobie rodzinnym Meijerów  z Kazimierzem Meÿerem, jego stryjem). Jego syn Jerzy urodził się po śmierci ojca w 1944, po wojnie wrócił do poprzedniego zapisu nazwiska – Meijer.

## Awanse
- kapral podchorąży – 1939
- podporucznik – 1941 lub 1942[4]

## Ordery i odznaczenia
- Krzyż Srebrny Orderu Virtuti Militari (pośmiertnie)
- Krzyż Walecznych – 1940